# 德钦梅花草
德钦梅花草（学名：Parnassia deqenensis）为卫矛科梅花草属下的一个种。

## 扩展阅读
- 維基物種上的相關：德钦梅花草